# 愛のほほえみ
『愛のほほえみ』（伊: La bellissima estate、英: The Beautiful Summer）は、1974年に公開されたイタリアの映画。監督はセルジオ・マルティーノ。出演はセンタ・バーガーなど。

## キャスト
※括弧内は日本語吹替（初回放送1977年12月18日『日曜洋画劇場』）
- ルーカ：アレッサンドロ・ロッコ（松田辰也）
- エマヌエラ：センタ・バーガー（倉野章子）
- ビットリオ：ジョン・リチャードソン
- “男爵”：リーノ・トッフォロ
- 公爵夫人：カテリーナ・ボラット